# Zbigniew Buczkowski
Zbigniew Buczkowski (ur. 20 marca 1951 w Warszawie) – polski aktor filmowy, estradowy, telewizyjny i teatralny, scenarzysta i reżyser.

## Życiorys

### Rodzina i edukacja
Jest synem Zdzisławy i Mariana Buczkowskich, którzy pracowali w PLL LOT. Jego ojciec był pilotem, który zginął w katastrofie lotniczej w listopadzie 1951. Ma dwóch braci, starszego o trzy lata Waldemara i młodszego o dwa lata Mariana. Jego ciotką ze strony matki była Lucyna Szczepańska, a wujem – Feliks Szczepański. Mieszkał na Czerniakowie, obok wytwórni filmowej przy ulicy Chełmskiej, gdzie statystowała sąsiadka, z której pomocą w wieku 10 lat wystąpił pierwszy raz jako statysta w filmie. W młodości przez trzy lata trenował boks w klubie Legia Warszawa.
W 1970 ukończył Technikum Mechaniczno-Elektryczne w Warszawie.

### Kariera zawodowa
W 1972 zadebiutował epizodyczną rolą kelnera w filmie Janusza Kondratiuka (z którym zaprzyjaźnił się) Dziewczyny do wzięcia. Zaważyło to na decyzji porzucenia wyuczonego zawodu, by poświęcić się aktorstwu. Grał niewielkie role w kolejnych filmach, a w 1977 pojawił się w głównej roli w filmie Tomasza Zygadło Rebus. Zdawał do szkoły filmowej, jednak nie dostał się.

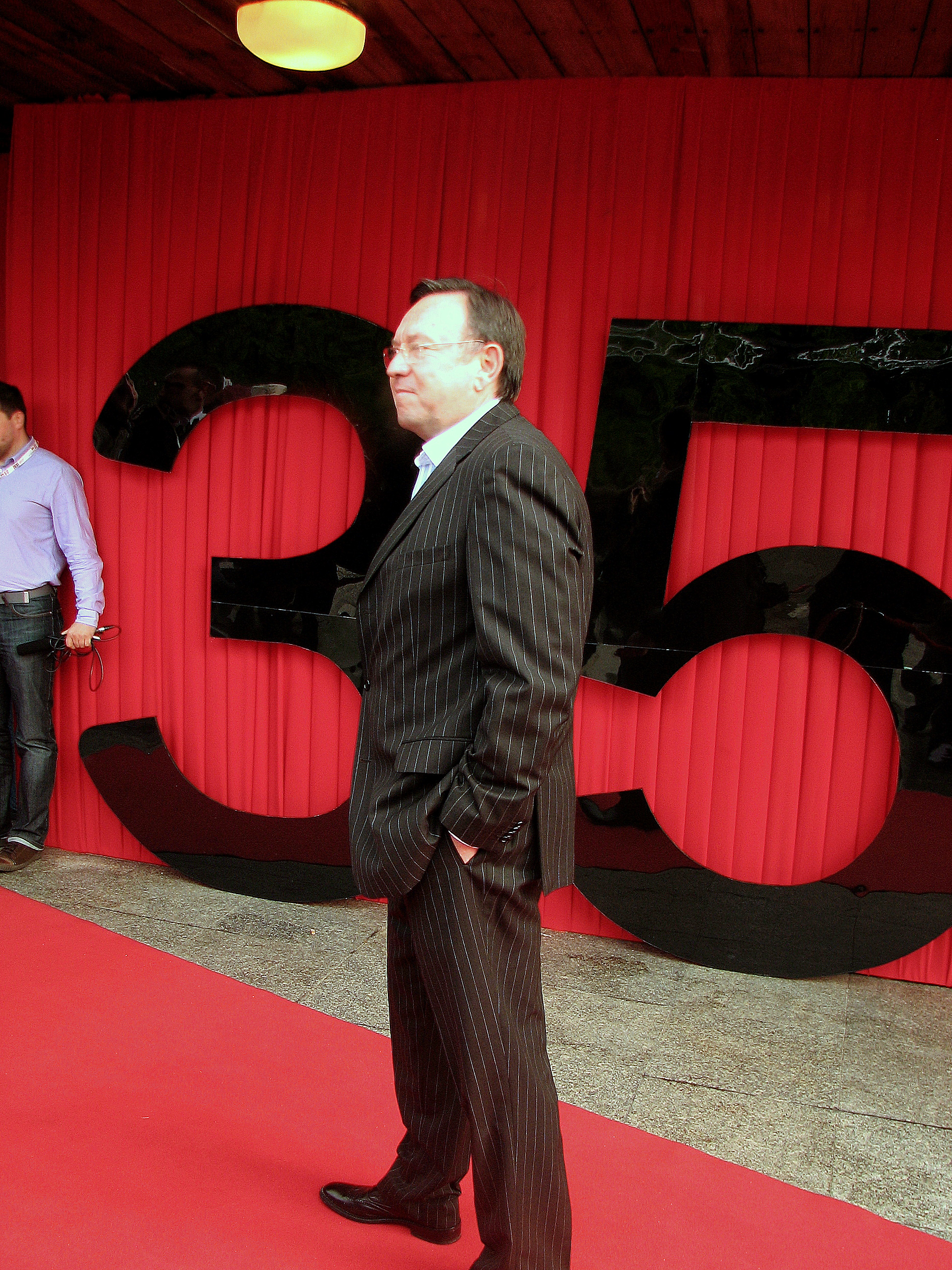
Zbigniew Buczkowski na 35. Festiwalu Polskich Filmów Fabularnych w Gdyni (2010)

Na początku lat 80. zadebiutował w Teatrze Komedii w Warszawie rolą w sztuce Jonasza Kofty i Stefana Friedmanna Fachowcy, czyli po prostu robota w reżyserii Jerzego Gruzy. Od 17 grudnia 1983 występował w podwójnej roli – Naukowca i skrzypka Stasia – w sztuce Andrzeja Kondratiuka Koniec ery menelików w reżyserii Janusza Kondratiuka. W 1986 zdał estradowy egzamin eksternistyczny. Po prawie trzech latach zakończył współpracę z Komedią, chcąc skupić się na karierze filmowej.
Popularność przyniosły mu role w serialach telewizyjnych: Henryka Lermaszewskiego w Domu, Wiesława Graczyka w Graczykach, Zbyszka Pyciakowskiego w Świętej wojnie i Kazimierza Barskiego w Lombardzie. Życiu pod zastaw. Za rolę w Graczykach był nominowany do nagrody Telekamery 2001 dla ulubionego aktora.
W 2011 nagrał album studyjny pt. Koło kina, na którym znalazły się kompozycje Andrzeja Rutkowskiego do słów Jacka Cygana i Marka Gaszyńskiego.
W październiku 2014 wydał autobiografię pt. Pisz pan książkę!.

## Życie prywatne

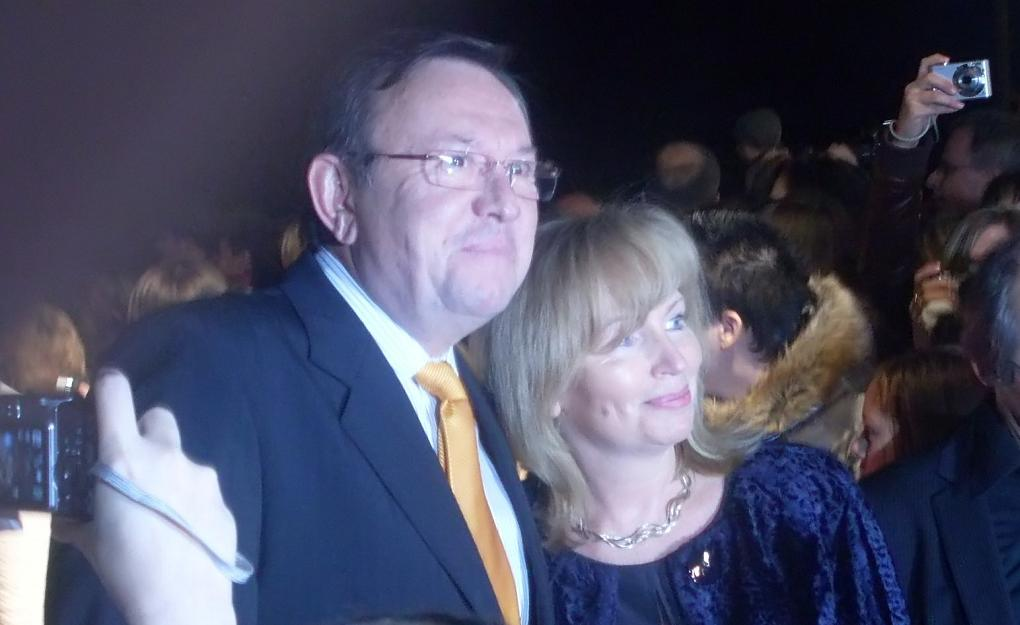
Zbigniew Buczkowski z żoną (2008)

Od 1981 żonaty z Jolantą. Mają córkę Hannę (ur. 1982) i syna Michała (ur. 1984). Mieszka w Piasecznie.
7 października 2010 został prawomocnie skazany przez Sąd Okręgowy w Suwałkach na karę grzywny 6 tys. złotych za wyłudzenie zaświadczenia ukończenia kursu na prawo jazdy.

## Filmografia
- 1972: Dziewczyny do wzięcia – kelner
- 1973: Pies – portier
- 1973: Hubal – Sowicki
- 1974: Głowy pełne gwiazd – folksszturmista
- 1975: Mała sprawa – hydraulik Henio
- 1975: Nałóg
- 1976: Przepraszam, czy tu biją? – wywiadowca
- 1976: Czy jest tu panna na wydaniu? – kelner w „Warsie”
- 1977: Rebus – Czesiek
- 1977: Pokój z widokiem na morze – kapral
- 1977: Kłopoty to moja specjalność – Arbogast
- 1978: Nauka latania – trener
- 1978: Ślad na ziemi – Marek Żebro
- 1979: Prom do Szwecji – kierowca żuka
- 1979: Skradziona kolekcja – milicjant
- 1979: Gazda z Diabelnej – kapral WOP
- 1979: Przyjaciele – robotnik
- 1979: Golem – Pielęgniarz
- 1980: Bajki na dobranoc – milicjant
- 1980: Grzechy dzieciństwa – parobek na zabawie
- 1980: Lęk przestrzeni – Grzegorz Miłosik
- 1980: Droga – osiłek
- 1980–2000: Dom – Henio Lermaszewski
- 1979: Wściekły – Piotrowski
- 1980: Wizja lokalna 1901 – przemytnik Achim
- 1980: Ćma – rozmówca z Kalisza
- 1980: Miś – pośrednik wynajmujący helikopter
- 1981: Pogotowie przyjedzie – Mundek, kierowca karetki
- 1981: Przypadki Piotra S. – Heniek
- 1981: Prognoza pogody – kelner
- 1981: Dziecinne pytania – sierżant MO
- 1981: Człowiek z żelaza – kierowca prezesa Radiokomitetu
- 1981: Amnestia – kelner
- 1981: Karabiny – sierżant leśnych
- 1981: Wielka majówka – recepcjonista
- 1981: Spokojne lata – kelner
- 1981: Białe tango – pan Czesiek (odc. 6)
- 1981: Wojna światów – następne stulecie – policjant
- 1981: Yokohama – Witek, porucznik MSW
- 1982: Pajęczyna – działacz ZMS
- 1982: Niech cię odleci mara – kierowca Talaga
- 1982: Matka Królów – milicjant
- 1982: Klakier – kelner
- 1982: Karate po polsku – Roman
- 1982: Smak czekolady – kombinator
- 1982: Odlot – Gwoździarski
- 1982: Śpiewy po rosie – ważniak kupujący węgorze
- 1982: Wyjście awaryjne – Kalafior
- 1982–1986: Blisko, coraz bliżej – powstaniec Kardacz (odcinki: 7–10)
- 1983: Planeta krawiec – znajomy Romanka
- 1983: Piętno – Chłop, świadek w sądzie
- 1983: Dolina szczęścia – Kazik
- 1983: Kasztelanka – kochanek Mańki
- 1983: Sny i marzenia – Jureczek
- 1983: Na odsiecz Wiedniowi – Poseł
- 1983: UFO – Jacek Stokłos
- 1983: Wierna rzeka – chłop
- 1983: Słona róża – gestapowiec
- 1983: Szkatułka z Hongkongu – Czesiek
- 1983: Szczęśliwy brzeg – kelner Jasio
- 1984: Romans z intruzem – plutonowy Zenek
- 1984: Porcelana w składzie słonia – piłkarz
- 1984: Baryton – dziennikarz w pociągu
- 1984: Alabama – kierowca karetki pogotowia
- 1984: Siedem życzeń – dozorca Rosolak
- 1984: Bez pieniędzy czyli 24 godziny z życia Jana Himilsbacha – gra siebie
- 1984: To tylko rock – Kowalski
- 1984: Akademia pana Kleksa – Alojzy Bąbel
- 1984: Smażalnia story – Redaktorek
- 1985: Pan W.
- 1985: Mrzonka
- 1985: Rośliny trujące
- 1985: Menedżer – kierowca
- 1985: Greta
- 1985: Dłużnicy śmierci – Mięta
- 1985: Lustro – cinkciarz
- 1985: Urwisy z Doliny Młynów – malarz
- 1985: Temida – pijak pod barem
- 1986: Podróże pana Kleksa – pułkownik Alojzy Bąbel
- 1986: Rykowisko – nadleśniczy Siekierko
- 1986: Epizod Berlin-West – sekretarz
- 1986: Kurs na lewo – Kazik
- 1986: Kronika wypadków miłosnych
- 1986: Ostatni dzwonek
- 1986: Życie wewnętrzne – Wisiek
- 1987: Misja specjalna – szatniarz
- 1987: Rajski ptak
- 1987: Polska historia kina
- 1987: Jedenaste przykazanie
- 1987: Sonata marymoncka
- 1987: Cesarskie cięcie – bramkarz Boruta
- 1987: Śmierć Johna L. – członek ekipy
- 1987: Trójkąt bermudzki – instruktor szybowcowy, mechanik z lotniska aeroklubu (nie występuje w napisach)
- 1987: Śmieciarz – Witek
- 1987: Zabij mnie glino – barman w „Acapulco”
- 1988: Pan Kleks w kosmosie – pułkownik Alojzy Bąbel
- 1988: Oszołomienie – mężczyzna grający w pokera z Czerkańskim
- 1988: Banda Rudego Pająka – Milicjant, ojciec Felka
- 1988: Akwen Eldorado
- 1988–1990: Mistrz i Małgorzata – Śledczy (odc. 2, 4)
- 1988: Zmowa – ksiądz
- 1988: Zakole
- 1989: Po własnym pogrzebie
- 1989: Ring
- 1989: Powrót wabiszczura – Italiano
- 1989: Porno
- 1989: Galimatias, czyli kogel-mogel II – reporter
- 1989: Co lubią tygrysy – alfons
- 1989: Janka – kowal Meisner
- 1989: Virtuti – szef batalionu
- 1990: Kramarz – Zawadzki
- 1990: Kanalia
- 1990: Piggate – weterynarz
- 1990: Ucieczka z kina „Wolność”
- 1990: Zabić na końcu – policjant
- 1991: Rozmowy kontrolowane
- 1991: Głos
- 1992: Czy ktoś mnie kocha w tym domu?
- 1992: Kawalerskie życie na obczyźnie – Dolow
- 1992: Wielka wsypa – strażnik więzienny
- 1992: Zwolnieni z życia
- 1993: Piękna warszawianka – tajniak
- 1993: Człowiek z... – komendant więzienia
- 1993: Jacek – dozorca w ZOO
- 1993: Uprowadzenie Agaty – policjant, który polał wodą
- 1993: Straszny sen Dzidziusia Górkiewicza
- 1994: Komedia małżeńska – Bogusław Słomka
- 1994: Jest jak jest – Darek Hadała
- 1994: Szczur – oficer UOP
- 1995: Nic śmiesznego – pracownik domu pogrzebowego rozpoznający Adama
- 1995: Dzieje mistrza Twardowskiego – Brzózka – karczmarz
- 1996: Nocne graffiti – sierżant
- 1996: Złote runo – Rysio
- 1997: Pokój 107 – meliniarz Kazik
- 1997–1998: 13 posterunek – bezdomny Janek
- 1998: Złoto dezerterów – kierowca limuzyny
- 1999: Ajlawju – facet od WF-u
- 1999–2001: Graczykowie – Wiesław Graczyk
- 1999–2008: Święta wojna – Zbyszek Pyciakowski, kolega z wojska Bercika
- 1999: Świat według Kiepskich – Wiesław Graczyk z Graczyków (odc. specjalny „Wielki bal”)
- 1999: Tryumf pana Kleksa – Alojzy Bąbel (głos, polski dubbing)
- 2000: Noc świętego Mikołaja – Łucjan Fedor
- 2001–2002: Graczykowie, czyli Buła i spóła – Wiesław Graczyk
- 2001: Córa marnotrawna – porucznik Wojtuś Mroczek
- 2002: Dzień świra – dozorca koszący trawnik pod oknem
- 2002: Rób swoje, ryzyko jest twoje – Generał
- 2004: Cudownie ocalony – komornik
- 2005: Po sezonie – Hubert, wspólnik Leona
- 2005: Lawstorant – Bogdan Jaworski „Lawstorant”
- 2006: Wszyscy jesteśmy Chrystusami – barman na „Jutrzence”
- 2007: Mamuśki  – Marian Czajka, ojciec Mirka i Rysia (odc. 7 i 26)
- od 2007: Barwy szczęścia – Zdzisław Cieślak
- 2008–2011: Hela w opałach jako Wojtek
- 2009: 39 i pół – kierownik domu studenckiego (odc. 29–33)
- 2011: Wyjazd integracyjny – Gruby
- 2011: Pogodni – Witold Pogodny, kuzyn
- 2012: Ja to mam szczęście! – magister Sowa (odc. 52)
- 2013: Piąty Stadion – klient (odc.50 i 105)
- 2014: Ostatni klaps – komornik
- 2015: Córki dancingu – dyrektor Estrady
- 2016: Na noże – Leszek Sosnowski, mechanik samochodowy
- od 2017: Lombard. Życie pod zastaw – Kazimierz Barski, właściciel lombardu
- od 2017: Po(d)łączeni – Jacek Jaskóła, właściciel mieszkania (odc.1)

Role gościnne
- 1972: Dziewczyny do wzięcia – kelner, nie został wymieniony w czołówce
- 1976: Daleko od szosy – milicjant z patrolu, nie został wymieniony w czołówce
- 1976–1987: 07 zgłoś się – cztery role: w odc. 9 kumpel Wojteczka „Szklanego Oczka”, w odc. 13 „prezes” Konorek, w odc. 18 menel w lesie, w odc. 20 „Portier”, goryl pana Leona
- 1976: Polskie drogi – Rysiek, partyzant z GL
- 1979: Terrarium – mężczyzna grający w „trupa”, nie został wymieniony w czołówce
- 1979: Tajemnica Enigmy – żołnierz AK zabijający Brochwitza
- 1979–1981: Najdłuższa wojna nowoczesnej Europy – powstaniec
- 1980: Powstanie listopadowe 1830–1831 – dyskutant w „Klubie”, nie został wymieniony w czołówce
- 1980–1982: Sherlock Holmes i Doktor Watson – policjant, nie został wymieniony w czołówce
- 1983: Alternatywy 4 – układający parkiet u Kubiaków
- 1988–1991: W labiryncie – lekarz pogotowia przy zwłokach dziecka, nie został wymieniony w czołówce
- 1988–1991: Pogranicze w ogniu – Kitzel, pracownik gdańskiego hotelu „Sopot”, współpracownik Abwehry
- 1997: Pułapka – mężczyzna na plaży (głos), nie został wymieniony w czołówce
- 2007: Ja wam pokażę! – samotny mężczyzna w Sopocie (odc. 1)
- 2013: 997. Fajbusiewicz na tropie – komisarz policji (odc. 3)
- 2020: Reporterzy. Z życia wzięte – Kazimierz Barski, właściciel lombardu (odc. 3)

Produkcja filmowa
- 1982–1986: Blisko, coraz bliżej

## Wyróżnienia

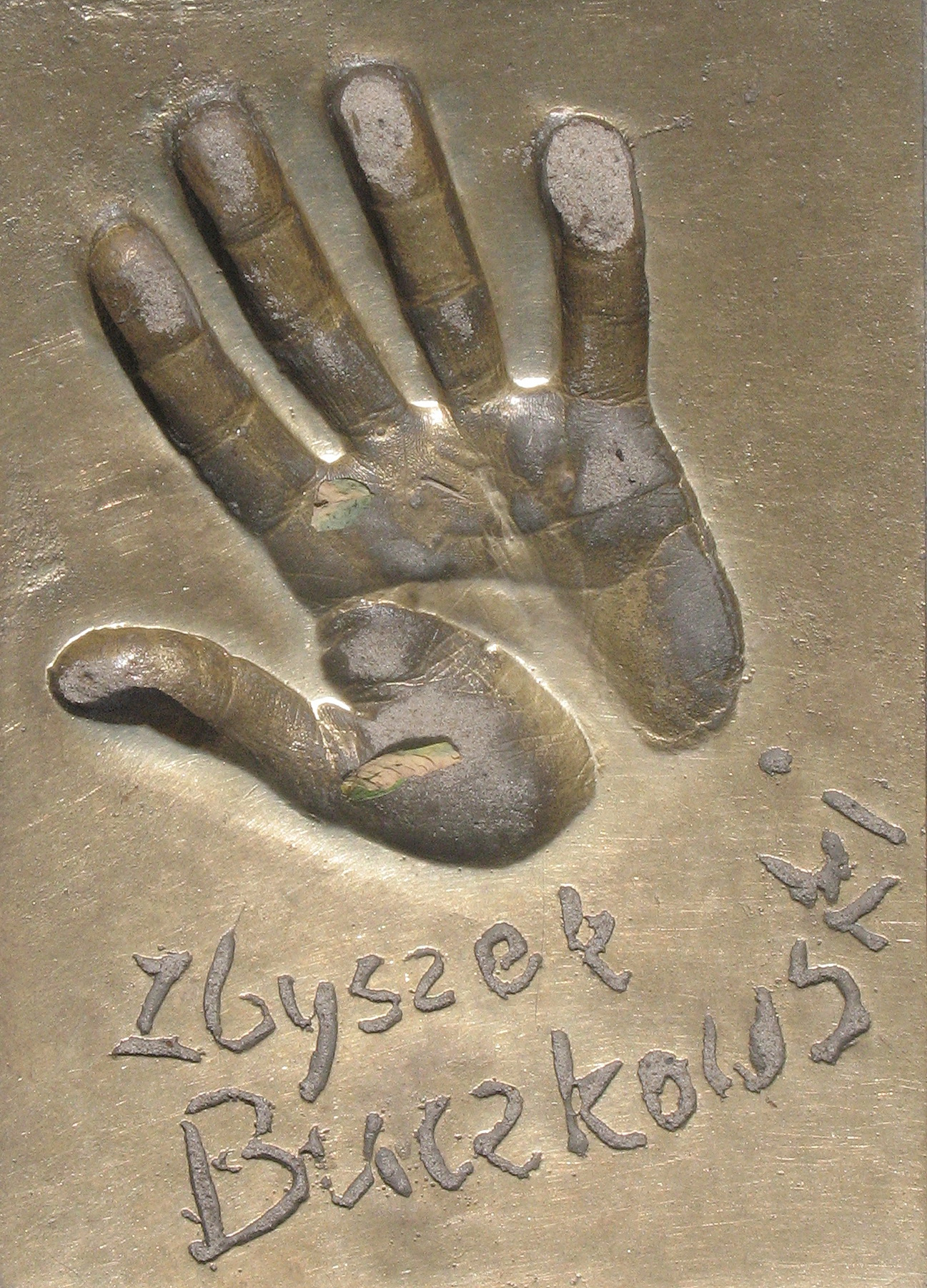
Odcisk dłoni i podpis Zbigniewa Buczkowskiego na Promenadzie Gwiazd w Międzyzdrojach

- 2003 – odciśnięcie dłoni na Promenadzie Gwiazd podczas VIII Festiwalu Gwiazd w Międzyzdrojach
- 2004 – Kryształowy Granat dla najlepszego aktora komediowego w plebiscycie publiczności na VIII Festiwalu Filmów Komediowych w Lubomierzu
- 2009 – Monidło nagroda dla najlepszego aktora niezawodowego wręczana podczas festiwalu Jana Himilsbacha w Mińsku Mazowieckim
- 2022 – Nagroda Specjalna TV Puls na gali Telekamery 2022